# Horta das Figueiras
Horta das Figueiras é um bairro da cidade portuguesa e do Município de Évora, que foi sede da extinta Freguesia de Horta das Figueiras, freguesia que tinha 45,38 km² de área e 10 006 habitantes (2011), e, por isso, uma densidade populacional de 220,5 hab./km². 
A Freguesia de Horta das Figueiras foi extinta em 2013, no âmbito de uma reforma administrativa nacional, para, em conjunto com a Freguesia de Malagueira, formar uma nova freguesia denominada União das Freguesias de Malagueira e Horta das Figueiras.
A Freguesia de Horta das Figueiras foi criada por Decreto da Assembleia da República em 1997, tendo o seu território sido desmembrado da parte extramuros da antiga freguesia da Sé.

## População
| População da freguesia de Horta das Figueiras | População da freguesia de Horta das Figueiras | População da freguesia de Horta das Figueiras | População da freguesia de Horta das Figueiras | População da freguesia de Horta das Figueiras | População da freguesia de Horta das Figueiras | População da freguesia de Horta das Figueiras | População da freguesia de Horta das Figueiras | População da freguesia de Horta das Figueiras | População da freguesia de Horta das Figueiras | População da freguesia de Horta das Figueiras | População da freguesia de Horta das Figueiras | População da freguesia de Horta das Figueiras | População da freguesia de Horta das Figueiras | População da freguesia de Horta das Figueiras |
| --------------------------------------------- | --------------------------------------------- | --------------------------------------------- | --------------------------------------------- | --------------------------------------------- | --------------------------------------------- | --------------------------------------------- | --------------------------------------------- | --------------------------------------------- | --------------------------------------------- | --------------------------------------------- | --------------------------------------------- | --------------------------------------------- | --------------------------------------------- | --------------------------------------------- |
| 1864                                          | 1878                                          | 1890                                          | 1900                                          | 1911                                          | 1920                                          | 1930                                          | 1940                                          | 1950                                          | 1960                                          | 1970                                          | 1981                                          | 1991                                          | 2001                                          | 2011                                          |
|                                               |                                               |                                               |                                               |                                               |                                               |                                               |                                               |                                               |                                               |                                               |                                               |                                               | 8 305                                         | 10 006                                        |

Criada pela Lei nº 26/97, de 12 de Julho, com lugares desanexados da freguesia da Sé

## Património
- Chafariz do Rossio de São Brás
- Convento dos Remédios
- Ermida de São Brás